# Famiglia Coronide

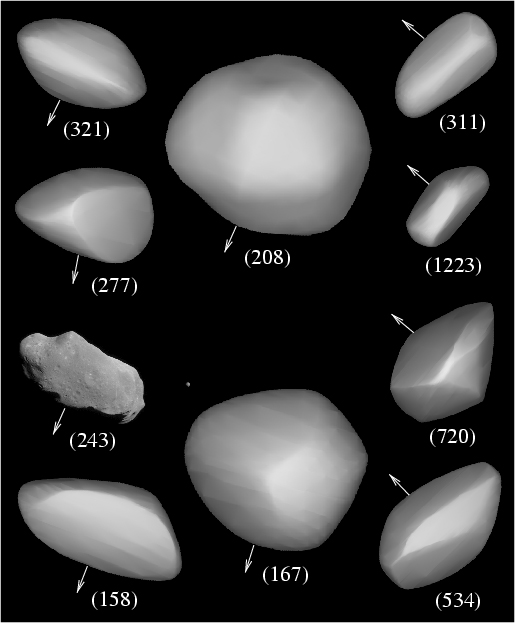
Rappresentazione computerizzata (più una foto di 243 Ida) dei principali asteroidi della famiglia Coronide

La famiglia di asteroidi Coronide è una famiglia di asteroidi della fascia principale del sistema solare caratterizzati da parametri orbitali simili; deve il suo nome all'oggetto principale che vi appartiene, l'asteroide Coronide, appunto. Si ritiene solitamente che i corpi appartenenti ad una medesima famiglia asteroidale condividano un'origine comune.

## Prospetto
Segue un prospetto dei principali asteroidi appartenenti alla famiglia.
| Nome | Nome          | Diametro medio | Semiasse maggiore | Inclinazione orbitale | Eccentricità | Scoperta |
| ---- | ------------- | -------------- | ----------------- | --------------------- | ------------ | -------- |
| 158  | Coronide      | 35,4 km        | 2,867 UA          | 1,00°                 | 0,057        | 1876     |
| 167  | Urda          | 39,9 km        | 2,855 UA          | 2,21°                 | 0,035        | 1876     |
| 208  | Lacrimosa     | 41,0 km        | 2,895 UA          | 1,751°                | 0,015        | 1879     |
| 243  | Ida           | 31,3 km        | 2,861 UA          | 1,138°                | 0,046        | 1884     |
| 263  | Dresda        | 23,0 km        | 2,886 UA          | 1,314°                | 0,079        | 1886     |
| 227  | Elvira        | 27,0 km        | 2,887 UA          | 1,156°                | 0,089        | 1888     |
| 311  | Claudia       | 24,0 km        | 2,897 UA          | 3,225°                | 0,008        | 1891     |
| 321  | Florentina    | 27,0 km        | 2,886 UA          | 2,594°                | 0,043        | 1891     |
| 452  | Hamiltonia    |                | 2,850 UA          |                       |              |          |
| 462  | Eriphyla      |                | 2,873 UA          |                       |              |          |
| 534  | Nassovia      |                | 2,886 UA          |                       |              |          |
| 658  | Asteria       | 21,894 km      | 2,854 UA          | 1,502°                | 0,062        | 1908     |
| 720  | Bohlinia      |                |                   |                       |              |          |
| 761  | Brendelia     |                |                   |                       |              |          |
| 811  | Nauheima      | 16,105 km      | 2,897 UA          | 2,897°                | 0,071        | 1915     |
| 832  | Karin         |                |                   |                       |              |          |
| 962  | Aslög         |                | 2,906 UA          | 2,604 UA              | 0.097        | 1921     |
| 975  | Perseverantia | 22,169 km      | 2,832 UA          | 2.555°                | 0.034        | 1922     |
| 993  | Moultona      | 12,433 km      | 2,861 UA          | 1.782°                | 0,047        | 1923     |